# Liste der Biografien/Hofl
Liste der Biografien |
Portal Biografien |
Personensuche
# |
A |
B |
C |
D |
E |
F |
G |
H |
I |
J |
K |
L |
M |
N |
O |
P |
Q |
R |
S |
T |
U |
V |
W |
X |
Y |
Z |
?
 
Ha |
Hd |
He |
Hi |
Hj |
Hk |
Hl |
Hm |
Hn |
Ho |
Hr |
Hs |
Ht |
Hu |
Hv |
Hw |
Hy
 
Hoa |
Hob |
Hoc |
Hod |
Hoe |
Hof |
Hog–Hok |
Hol |
Hom |
Hon |
Hoo |
Hop |
Hoq |
Hor |
Hos |
Hot |
Hou |
Hov |
How |
Hox |
Hoy |
Hoz
 
Hofa |
Hofb |
Hofd |
Hofe |
Hoff |
Hofg |
Hofh |
Hofi |
Hofk |
Hofl |
Hofm |
Hofn |
Hofp |
Hofr |
Hofs |
Hoft |
Hofv |
Hofw |
Hofz
Die Liste der Biografien führt alle Personen auf, die in der deutschsprachigen Wikipedia einen Artikel haben. Dieses ist eine Teilliste mit 63 Einträgen von Personen, deren Namen mit den Buchstaben „Hofl“ beginnt.

## Hofl
- Höfl, Armin (* 1989), österreichischer Skibergsteiger
- Höfl, Herbert (* 1941), deutscher Eisschnellläufer
- Höfl, Hugo (1878–1957), deutscher Generalleutnant im Zweiten Weltkrieg
- Höfl, Hugo von († 1910), deutscher Architekt und bayerischer Baubeamter
- Höfl-Riesch, Maria (* 1984), deutsche SkirennläuferinMaria Höfl-Riesch (* 1984)

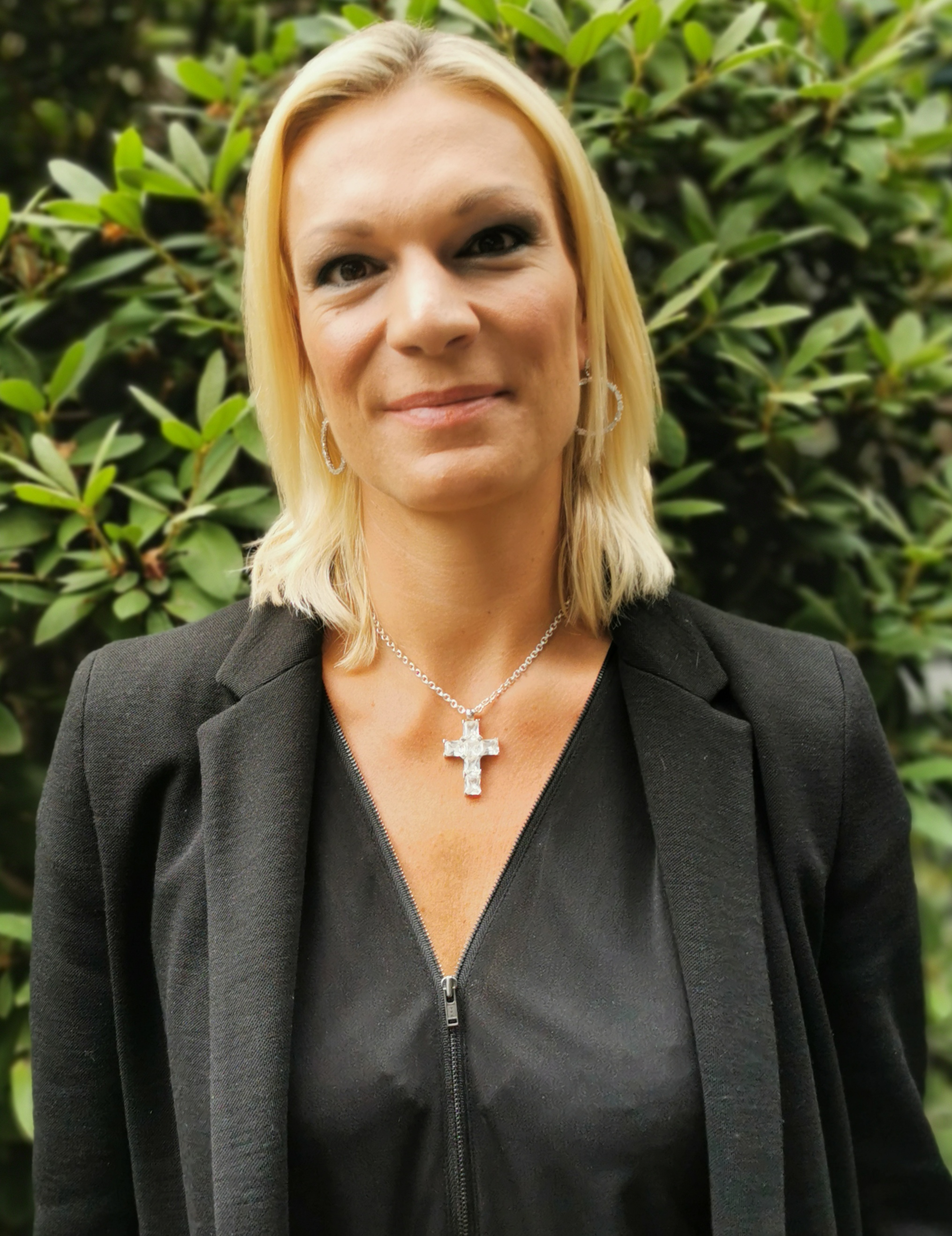
Maria Höfl-Riesch (* 1984)

### Hofla
- Hofland, Diego (* 1990), niederländisch-deutscher Eishockeyspieler
- Hofland, Henk (1927–2016), niederländischer Journalist, Chefredakteur und Buchautor
- Hofland, Kevin (* 1979), niederländischer Fußballspieler
- Hofland, Mona (1929–2010), norwegische Schauspielerin
- Hofland, Moreno (* 1991), niederländischer Radrennfahrer

### Hofle
- Höfle, Anton (1882–1925), deutscher Gewerkschafter und Politiker (Zentrum), MdR, Reichsminister
- Höfle, Bernhard (* 1981), österreichischer Geograph und Geoinformatiker
- Höfle, Frank (* 1967), deutscher Behindertensportler
- Höfle, Gerhard (* 1940), deutscher Naturstoffchemiker
- Höfle, Hermann (1898–1947), deutscher General der Waffen-SS und Polizei und HSSPF
- Höfle, Hermann (1911–1962), österreichischer SS-Sturmbannführer und Leiter der Hauptabteilung Aktion Reinhardt
- Höflechner, Walter (* 1943), österreichischer Historiker
- Höflehner, Helmut (* 1959), österreichischer SkirennläuferHelmut Höflehner (* 1959)

Helmut Höflehner (* 1959)

- Hoflehner, Johannes C. (* 1963), österreichischer Regisseur, Intendant und Autor
- Hoflehner, Julius (* 1988), österreichischer Handballspieler
- Hoflehner, Rudolf (1916–1995), österreichischer Maler, Graphiker und Bildhauer
- Hofleitner, Alexander (* 2000), österreichischer Fußballspieler
- Höfler, Alois (1853–1922), österreichischer Philosoph
- Höfler, Barbara (* 1938), deutsche Ärztin
- Höfler, Bernhard (* 1986), österreichischer Gewerkschafter und Politiker (SPÖ)
- Höfler, Constantin von (1811–1897), deutsch-österreichischer Historiker
- Höfler, Elise (1912–1991), schweizerisch-deutsche Gerechte unter den Völkern
- Höfler, Franz (1933–1961), italienischer Südtirolaktivist
- Höfler, Fred (* 1955), deutscher Manager und Fußballfunktionär
- Höfler, Günter (* 1953), österreichischer Militär, Streitkräftekommandant des Österreichischen Bundesheeres
- Höfler, Heinrich (1897–1963), deutscher Politiker (CDU), MdB
- Höfler, Horst (1948–2012), deutscher Bergbuchautor, Alpinjournalist, Lektor, Bergsteiger
- Höfler, Johann Jakob (1714–1781), deutscher Jurist
- Höfler, Juliane (* 1987), deutsche Fußballspielerin
- Höfler, Karl (1893–1973), österreichischer Botaniker und Pflanzenphysiologe
- Höfler, Karoline (* 1962), deutsche Jazz-Kontrabassistin
- Höfler, Manfred (1937–1995), deutscher Romanist, Sprachwissenschaftler und Lexikograf
- Höfler, Max (* 1978), österreichischer Schriftsteller, Künstler und Musiker
- Höfler, Michael (* 1993), österreichischer Fußballtorhüter
- Höfler, Nicolas (* 1990), deutscher FußballspielerNicolas Höfler (* 1990)

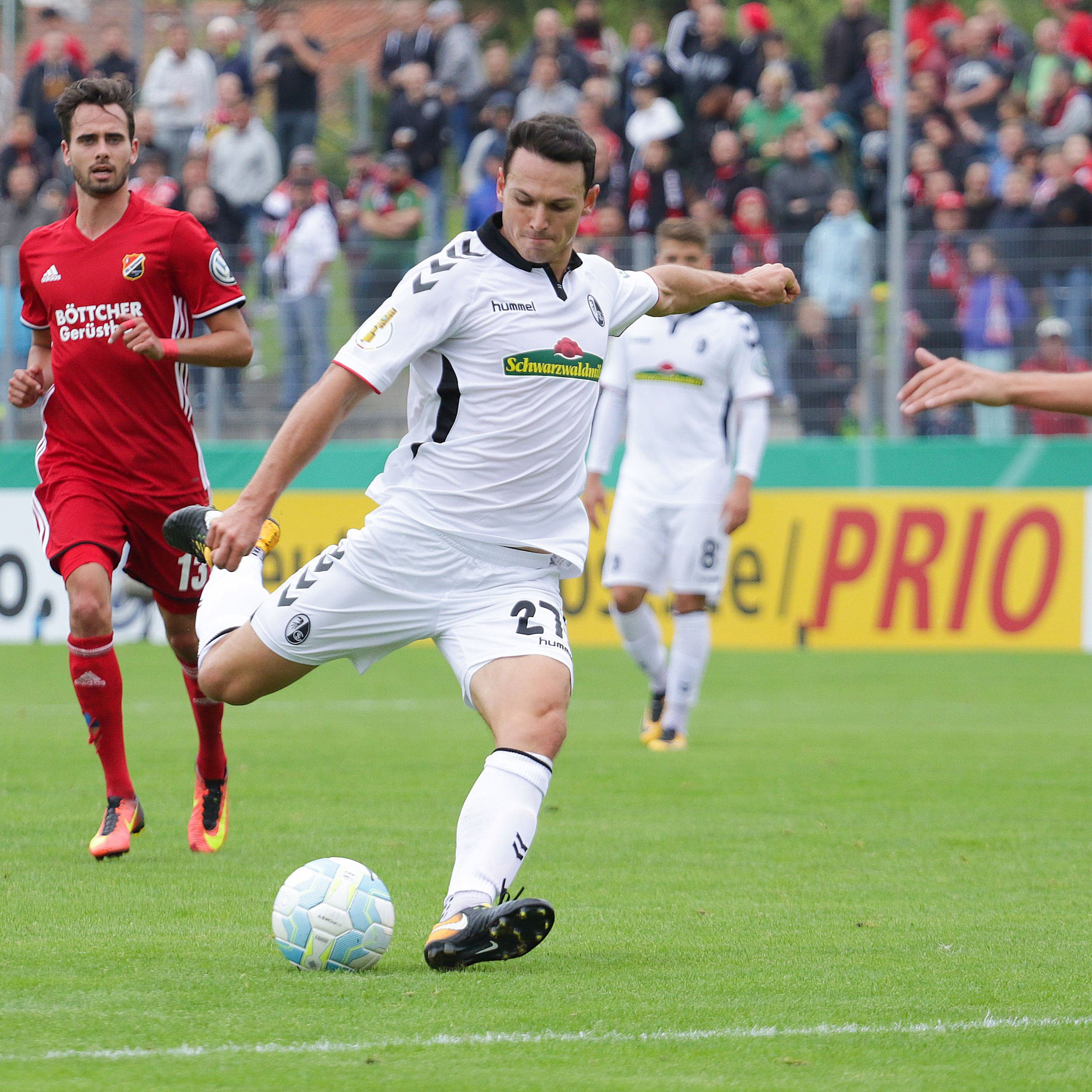
Nicolas Höfler (* 1990)

- Höfler, Otto (1901–1987), österreichischer Germanist
- Höfler, Polly Maria (1907–1952), deutsche Schriftstellerin
- Höfler, Richard (* 1964), deutscher Regisseur und Autor für Werbefilme, Imagefilme und Unternehmensfilme
- Höfler, Stefanie (* 1978), deutsche Autorin von Kinder- und Jugendbüchern
- Höfler, Susanne (* 1956), deutsche Malerin, Zeichnerin und Grafikerin

### Hofli
- Höflich, André (* 1997), deutscher Snowboarder
- Höflich, Heinrich (1895–1983), deutscher SS-Führer und Teilnehmer am Hitler-Ludendorff-Putsch
- Höflich, Joachim (* 1954), deutscher Kommunikationswissenschaftler
- Höflich, Lucie (1883–1956), deutsche SchauspielerinLucie Höflich (1883–1956)

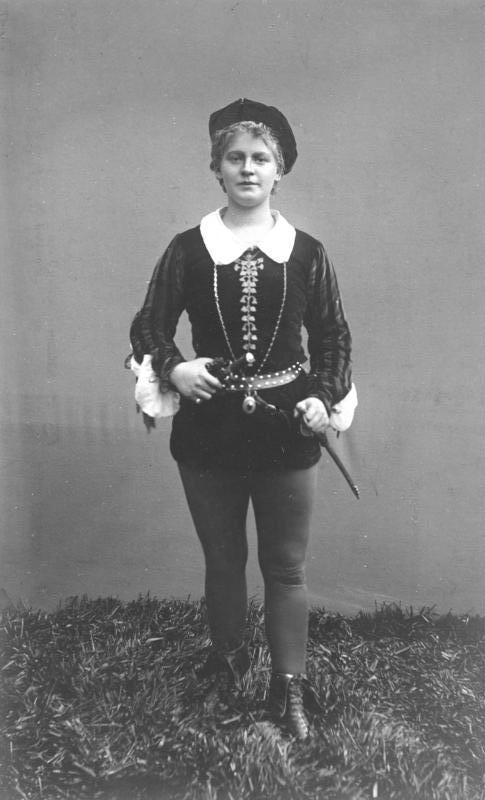
Lucie Höflich (1883–1956)

- Höflich, Thomas (* 1957), deutscher evangelischer Theologe
- Höfliger, Anton (1811–1886), Schweizer Jurist und Politiker
- Höfliger, Franz (1892–1985), Schweizer römisch-katholischer Priester
- Hoflin, David (* 1979), australischer Schauspieler schwedischer Herkunft
- Höfling, Bernhard (1817–1871), deutscher Zeichner, Maler, Lithograf und Autor
- Höfling, Eckart (1936–2014), deutscher römisch-katholischer Ordensgeistlicher
- Höfling, Eva-Maria (* 1970), deutsche Schauspielerin
- Höfling, Helmut (1927–2015), deutscher Schriftsteller
- Höfling, Johann Wilhelm Friedrich (1802–1853), lutherischer Theologe, Mitbegründer der Erlanger Schule
- Höfling, Oskar (1906–1988), deutscher Naturwissenschaftler, Pädagoge und Buchautor
- Höfling, Roland (* 1954), deutscher Fußballspieler
- Höfling, Wolfram (* 1954), deutscher Rechtswissenschaftler und Politologe
- Höflinger, Wolfgang (1937–2023), deutscher Fußballspieler

### Hoflu
- Hoflund, Sven Axel (1906–1979), schwedischer Veterinärmediziner